# Trifling Women
Trifling Women è un film muto del 1922 scritto e diretto da Rex Ingram, remake di Orchidea nera (1917), diretto sempre dallo stesso regista.

## Trama
Leon de Severac, cercando di convincere sua figlia Jacqueline a non fare la civetta con gli uomini, le racconta la storia di Zareda.
Questa, un'avventuriera circondata da una corte di ammiratori, ama il giovane Ivan. Ma il padre di lui, il barone di Maupin, lo costringe a partire per la guerra mentre lui prende il veleno destinato al marchese Ferroni. Zareda sposa Ferroni. Ma, quando torna Ivan, i due uomini si battono a duello per lei. Il marchese, ferito a morte, riesce comunque a imprigionare la moglie e a uccidere Ivan.
Impressionata dalla tragica storia, Jacqueline rinuncia ai suoi capricci e torna contrita dal fedele fidanzato Henri.

## Produzione
Il film fu prodotto dalla Metro Pictures Corporation con un budget stimato di 273.449 dollari.

## Distribuzione
Distribuito dalla Metro Pictures Corporation, il film fu presentato in prima a New York il 2 ottobre 1922. La pellicola viene considerata perduta.

### Date di uscita
IMDb
- Stati Uniti: 2 ottobre 1922 (New York City, New York) (anteprima)
- Finlandia: 24 febbraio 1924
- Portogallo: 29 giugno 1925

Alias
- Black Orchids: Stati Uniti (titolo di lavorazione)
- Mujeres frívolas: Spagna
- Mulheres Frívolas: Portogallo
- The Black Orchid: Stati Uniti (titolo di lavorazione)

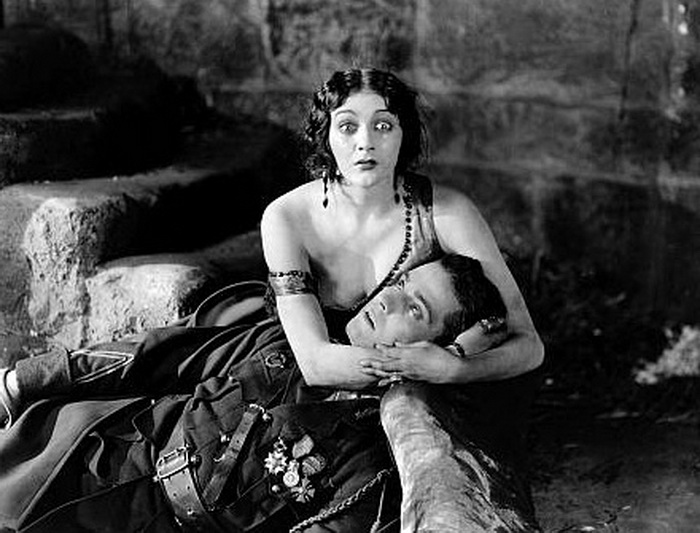
Barbara La Marr con Ramón Novarro